# Munidopsis quadrata
Munidopsis quadrata är en kräftdjursart som beskrevs av Faxon 1893. Munidopsis quadrata ingår i släktet Munidopsis och familjen trollhumrar. Inga underarter finns listade i Catalogue of Life.